# Camponotus ruzskyellus
Camponotus ruzskyellus é uma espécie de inseto do gênero Camponotus, pertencente à família Formicidae.